# Барон Хангерфорд
Барон Хангерфорд — аристократический титул в системе Пэрства Англии.

## История
Титул барона Хангерфорда был создан 7 января 1426 года для Уолтера Хангерфорда (1378—1449), который был вызван в парламент как лорд Хангерфорд. Уолтер Хангерфорд был членом Палаты общин с 1400 по 1414 год, спикером Палаты общин (1414—1415), лордом-казначеем (1426—1432) и кавалером Ордена Подвязки. Ему наследовал второй сын, Роберт (1409—1459). 13 января 1445 года для него был создан титул барона де Молинса. Оба титула были объединены. Роберт Хангерфорд, 3-й барон Хангерфорд (1431—1464), во время Войны Алой и Белой розы сражался на стороне Ланкастерского дома, за что в 1461 году король Эдуард IV лишил его титула и владений. В 1464 году он был взят в плен в битве при Хексхеме и вскоре казнен в Ньюкасле.
7 ноября 1485 года баронский титул был передан Марии Хангерфорд, 4-й баронессе Хангерфорд (ок. 1468—1533), дочери сэра Томаса Хангерфорда из Роудена (ум. 1469) и внучке Роберта Хангерфорда, 3-го барона Хангерфорда. В 1475 году Мария стала женой Эдварда Гастингса, 2-го барона Гастингса (1466—1506). Ей наследовал старший сын, Джордж Гастингс, 3-й барон Гастингс, 5-й барон Хангерфорд (1488—1544), который в 1529 году получил титул графа Хантингдона. В 1789 году после смерти Фрэнсиса Гастингса, 10-го графа Хантингдона и 14-го барона Хангерфорда (1729—1789), не оставившего детей, титулы разделились. Графский титул унаследовал его дальний родственник, Теофилиус Генри Гастингс, 11-й граф Хантингдон (1728—1804). А баронский титул получила сестра умершего, Элизабет Роудон, графиня Мойра (1731—1808). В 1752 году Элизабет стала женой Джона Роудона, 1-го графа Мойры и барона Роудона (1720—1793). Её наследовал в 1808 году её старший сын Фрэнсис Роудон-Гастингс, 2-й граф Мойра и 2-й барон Роудон (1754—1826). В 1816 году для него был создан титул маркиза Гастингса в системе Пэрства Соединённого королевства.
В 1868 году после смерти бездетного Генри Роудона-Гастингса, 4-го маркиза Гастингса (1842—1868), маркизат прекратил своё существование, а титулы барона Грея из Ратина, барона Хангерфорда, барона де Молинса, барона Гастингса и барона Ботро оказались в состоянии ожидания. В 1871 году эти титулы получила Эдит Мод Роудон-Гастингс, 10-я графиня Лаудон (1833—1874), старшая дочь Джорджа Роудона-Гастингса, 2-го маркиза Гастингса. В 1853 году Эдит Мод вышла замуж за Чарльза Клифтона, позже Эбни-Гастингса, 1-го барона Донингтона (1822—1895). В 1874 году ей наследовал её старший сын, Чарльз Роудон-Гастингс, 11-й граф Лаудон (1855—1920). В 1920 году после смерти последнего титулы барона Хенгерфорда, барона де Молинса, барона Гастингса и барона Ботро вновь попали в состояние ожидания. В 1921 году титулы были разделены между двумя его племянницами, Эдит Эбни-Гастингс, 12-й графиней Лаудон (1883—1960), и Элизабет Филиппс, виконтессой Сент-Дэвидс (1884—1974), дочерьми достопочтенного майора Паулина Эбни-Гастингса (1856—1907). Эдит Эбни-Гастингс, графиня Лаудон, получила титулы баронессы Гастингс и баронессы Ботро, а её сестра, Элизабет Филиппс — титулы баронессы Хангерфорд и баронессы де Молинс. Элизабет Филиппс с 1916 года была женой Джона Винфорда Филиппса, будущего 1-го виконта Сент-Дэвидса (1860—1938). В настоящее время виконты Сент-Дэвидс продолжают носить титулы барона Хангерфорда и барона де Молинса.
8 июня 1536 года титул барона Хангерфорда из Хейтсбери в системе Пэрства Англии был создан для Уолтера Хангерфорда (1503—1540), единственного сына сэра Эдварда Хангерфорда, внука Уолтера Хангерфорда из Фарли и правнука Роберта Хангерфорда, 3-го барона Хангерфорда (1431—1464). В 1540 году барон Эдвард был арестован, обвинен в симпатиях к католикам, лишен титула и казнен.

## Бароны Хангерфорд из Хангерфорда (1426)
- 1426—1449: Уолтер Хангерфорд, 1-й барон Хангерфорд (22 июня 1378 — 9 августа 1449), единственный сын сэра Томаса Хангерфорда (ум. 1397)[1]
- 1449—1459: Роберт Хангерфорд, 2-й барон Хангерфорд (ок. 1400 — 18 мая 1459), второй сын предыдущего[2]
- 1459—1461: Роберт Хангерфорд, 3-й барон Хангерфорд (ок. 1420 — 18 мая 1464), сын предыдущего. В 1461 году был лишен титула[3]
- 1485 — ок. 1530: Мария Гастингс, 4-я баронесса Хангерфорд (ок. 1466 — ок. 1530), единственная дочь сэра Томаса Хангерфорда (ум. 1468/1469), второго сына Роберта Хангерфорда, 3-го барона Хангерфорда[4]
- ок. 1530—1545: Джордж Гастингс, 5-й барон Хангерфорд (1488 — 24 марта 1545), единственный сын сэра Эдварда Гастингса, 2-го барона Гастингса (ок. 1467—1506), и Мэри Хангерфорд, 4-й баронессы Хангерфорд, граф Хантингдон с 1529 года[5]. Также барон Гастингс (1506—1544), барон Ботро и барон де Молинс (ок. 1530—1544)
- 1545—1560: Фрэнсис Гастингс, 2-й граф Хантингдон, 6-й барон Хангерфорд (1514 — 23 июня 1560), старший сын предыдущего[6]. Лорд-лейтенант Лестершира (1551—1552, 1554—1561)
- 1560—1595: Генри Гастингс, 3-й граф Хантингдон, 7-й барон Хангерфорд (1536 — 14 декабря 1595), старший сын предыдущего[7]. Лорд-лейтенант Лестершира (1559—1587), Ратленда (? — 1595), Йоркшира (1586—1595), Камберленда, Нортумберленда и Уэстморленда (1586—1595)
- 1595—1604: Джордж Гастингс, 4-й граф Хантингдон, 8-й барон Хангерфорд (1540 — 31 декабря 1604), младший брат предыдущего[8]. Депутат Палаты общин от Дербишира (1562) и Лестершира (1584—1587) лорд-лейтенант Лестершира (1596—1604), Ратленда (1596—1604).
- 1604—1643: Генри Гастингс, 5-й граф Хантингдон, 9-й барон Хангерфорд (24 апреля 1586 — 14 ноября 1643), старший сын Фрэнсиса Гастингса, лорда Гастингса (1560—1595), старшего сына Джорджа Гастингса, 4-го графа Хантингдона[9]. Лорд-лейтенант Лестершира (1607—1643) и Ратленда (1614—1643)
- 1643—1656: Фердинандо Гастингс, 6-й граф Хантингдон, 10-й барон Хангерфорд (18 января 1609 — 13 февраля 1656), старший сын предыдущего[10]. Лорд-лейтенант Лестершира (1638—1642) и Ратленда (1638—1642)
- 1656—1701: Теофилиус Гастингс, 7-й граф Хантингдон, 11-й барон Хангерфорд (10 декабря 1650 — 30 мая 1701), младший (четвертый) сын предыдущего[11]. Капитан почётного корпуса джентльменов (1682—1689), лорд-лейтенант Дербишира (1687—1688) и Лестершира (1687—1689)
- 1701—1705: Джордж Гастингс, 8-й граф Хантингдон, 12-й барон Хангерфорд (22 марта 1677 — 22 февраля 1705), второй сын предыдущего от первого брака[12].
- 1705—1746: Теофилиус Гастингс, 9-й граф Хантингдон, 13-й барон Хангерфорд (12 ноября 1696 — 13 октября 1746), сводный брат предыдущего, старший сын 7-го графа Хангерфорда от второго брака[13]
- 1746—1789: Фрэнсис Гастингс, 10-й граф Хантингдон, 14-й барон Хангерфорд (13 марта 1729 — 2 октября 1789), старший сын предыдущего[14]. Шталмейстер (1760—1761), лорд-лейтенант Западного Йоркшира (1763—1765)
- 1789—1808: Элизабет Гастингс, 16-я баронесса Ботро, 15-я баронесса Хангерфорд (23 марта 1731 — 11 апреля 1808), младшая сестра предыдущего[15]
- 1808—1826: Фрэнсис Роудон-Гастингс, 2-й граф Мойра, 16-й барон Хангерфорд (9 декабря 1754 — 28 ноября 1826), старший сын предыдущей, маркиз Гастингс с 1816 года[16]. Депутат Ирландской палаты общин от Рандалстауна (? — 1783), главнокомандующий британской армии в Шотландии (1803—1806) и Индии (1813—1823), генерал-фельдцейхмейстер (1806—1807), генерал-губернатор Индии (1813—1823) и губернатор Мальты (1824—1826)
- 1826—1844: Джордж Роудон-Гастингс, 2-й маркиз Гастингс, 17-й барон Хангерфорд (4 февраля 1808 — 13 января 1844), старший сын предыдущего[17]. Лорд опочивальни (1830—1831)
- 1844—1851: Паулин Роудон-Гастингс, 3-й маркиз Гастингс, 18-й барон Хангерфорд (2 июня 1832 — 17 января 1851), старший сын предыдущего[18]
- 1851—1868: Генри Роудон-Гастингс, 4-й маркиз Гастингс, 19-й барон Хангерфорд (22 июля 1842 — 10 ноября 1868), младший брат предыдущего[19]
- 1871—1874: Эдит Эбни-Гастингс, 10-я графиня Лаудон, 20-я баронесса Хангерфорд (10 декабря 1833 — 23 января 1874), старшая сестра предыдущего, старшая дочь 2-го маркиза Гастингса. С 1853 года жена Чарльза Фредерика Эбни-Гастингса, 1-го барона Донингтона (1822—1895)[20]
- 1874—1920: Чарльз Роудон-Гастингс, 11-й граф Лаудон, 21-й барон Хангерфорд (5 января 1855 — 17 мая 1920), старший сын предыдущей[21]
- 1921—1974: Элизабет Фрэнсис Филиппс, 22-я баронесса Хангерфорд (урожденная Эбни-Гастингс) (10 июня 1884 — 12 декабря 1974), старшая дочь майора достопочтенного Паулина Фрэнсиса Катберта Роудон-Гастингса (1856—1907), племянница предыдущего. С 1916 года жена Джона Винфорда Филиппса, 1-го виконта Сент-Дэвидса (1860—1938)[22]
- 1974—1991: Джестин Филиппс, 2-й виконт Сент-Дэвидс, 23-й барон Хангерфорд (19 февраля 1917 — 10 июня 1991), единственный сын предыдущей[23]
- 1991—2009: Колвин Джестин Джон Филиппс, 3-й виконт Сент-Дэвидс, 24-й барон Хангерфорд (30 января 1939 — 26 апреля 2009), единственный сын предыдущего[24]
- 2009 — настоящее время: Родри Колвин Филиппс, 4-й виконт Сент-Дэвидс, 25-й барон Хангерфорд (род. 16 сентября 1966), старший сын предыдущего[25]
  - Наследник титула: достопочтенный Роуленд Августо Джестин Эстанислао Филиппс (род. 9 апреля 1970), младший брат предыдущего[26].

## Бароны Хангерфорд из Хейтсбери (1536)
- 1536—1540: Уолтер Хангерфорд, 1-й барон Хангерфорд из Хейтсбери (ок. 1502 — 28 июля 1540), единственный сын сэра Эдварда Хангерфорда (ум. 1522) и Джейн ла Зуш, дочери Джона ла Зуш, лорда Зуша из Харрингуорта (1459—1526), внук Уолтера Хангерфорда из Фарли (ум. 1516) и правнук Роберта Хангерфорда, 3-го барона Хангерфорда (1431—1464)[27]. В 1540 году был арестован, лишен титула и казнен.